# المقيت (أسماء الله الحسنى)
المُقيت هو اسم من أسماء الله الحسنى، على وزن مُفعِل، واختُلف في معناه :فقيل بمعنى الحفيظ والشهيد، وقيل: القائم على كل شيء بالتدبير وقيل: هو القدير، وقيل:الذي يعطي القوت.

## في القرآن الكريم
قد ورد في القرآن الكريم مرة واحدة  في قوله تعالى: ﴿مَنْ يَشْفَعْ شَفَاعَةً حَسَنَةً يَكُنْ لَهُ نَصِيبٌ مِنْهَا وَمَنْ يَشْفَعْ شَفَاعَةً سَيِّئَةً يَكُنْ لَهُ كِفْلٌ مِنْهَا وَكَانَ اللَّهُ عَلَى كُلِّ شَيْءٍ مُقِيتًا ۝٨٥﴾ سورة النساء:85

## الأقوال في معناه
- قال ابن جرير الطبري:[1]| المقيت (أسماء الله الحسنى) | اختلف أهل التأويل في تأويل قوله ﴿وَكَانَ اللّهُ عَلَى كُلِّ شَيْءٍ مُّقِيتًا﴾ سورة النساء:85، فقال بعضهم تأويله: وكان الله على كل شيء حفيظاً وشهيداً، وقال آخرون معنى ذلك: القائم على كل شيء بالتدبير وقال آخرون: هو القدير، ثم قال: (والصواب من هذه الأقوال، قول من قال: معنى المقيت القدير، وذلك فيما يذكر كذلك بلغة قريش وينشد للزبير بن عبد المطلب عم رسول الله ﷺ: وذي ضغن كففت النفس عنهوكنت على مساءته مقيتًا وقد قيل: إن منه قول النبي ﷺ: «كفى بالمرء إثما أن يضيع من يقيت» وفي رواية من رواها (يقيت) يعني: من هو تحت يديه وفي سلطانه من أهله وعياله، فيقدر له قوته، يقال منه أقات فلان الشيء يقيته إقاته، ووقاته يقوته قياتة، والقوت الاسم. | المقيت (أسماء الله الحسنى) |
- قال السعدي:[4]«المقيت الذي أوصل إلى كل موجود ما به يقتات، وأوصل إليها أرزاقها، وصرفها كيف يشاء بحكمته وحمده»
- اختار أن معنى (المقيت): القدير، كلًا من الفراء[5]، والخطابي[6]، وابن قتيبة.[7]
- قال ابن العربي:[8] «وقد قال علماء اللغة أنه بمعنى القادر وليس فيه على هذا أكثر من السماع، فلو رجعنا إلى الاستقراء وتتبع مسالك النظر لجعلناه في موارده كلها بمعنى القوت، ولكن السماع يقضي على النظر، وعلى القول بأنه القادر يكون من صفات الذات، وإن قلنا إنه اسم للذي يعطي القوت فهو اسم للوهاب والرزاق، ويكون من صفات الأفعال»
- قال القرطبي:[8] «بعد أن ذكر المعنى اللغوي: فالمعنى أن الله تعالى يعطي كل إنسان وحيوان قوته على مر الأوقات، شيئاً بعد شيء، فهو يمدها في كل وقت بما جعله قواماً لها، إلى أن يريد إبطال شيء منها فيحبس عنه ما جعله مادة لبقائه فيهلك»
- وقال القرطبي أيضًا:[9]«وقال أبو عبيدة:«المقيت: الحافظ»، وقال الكسائي:«المقيت: المقتدر»، وقال النحاس: «وقول أبي عبيدة أولى؛ لأنه مشتق من القوت، والقوت معناه مقدار ما يحفظ الإنسان»»
- قال الغزالي:[10] «المقيت معناه خالق الأقوات، وموصلها إلى الأبدان وهي الأطعمة، وإلى القلوب وهي المعرفة، فيكون بمعنى الرزاق إلا أنه أخص منه إذ الرزق يتناول القوت وغير القوت، والقوت ما يكتفي به في قوام البدن، وأما أن يكون بمعنى المستولي على الشيء، القادر عليه، والاستيلاء يتم بالقدرة والعلم، وعليه يدل قوله تعالى: ﴿وَكَانَ اللّهُ عَلَى كُلِّ شَيْءٍ مُّقِيتًا﴾ سورة النساء:85، أي: مطلعاً قادراً، فيكون معناه راجعاً على القدرة والعلم، ويكون بهذا المعنى وصفه بـــ المقيت أتم من وصفه بالقادر وحده وبالعالم وحده، لأنه دال على اجتماع المعنيين، وبذلك يخرج هذا الاسم عن الترادف»
- قال الراغب الأصفهاني:[11]«القوت ما يمسك الرمق وجمعه: أقوات ، ذكر القرآن : ﴿وَجَعَلَ فِيهَا رَوَاسِيَ مِنْ فَوْقِهَا وَبَارَكَ فِيهَا وَقَدَّرَ فِيهَا أَقْوَاتَهَا فِي أَرْبَعَةِ أَيَّامٍ سَوَاءً لِلسَّائِلِينَ ۝١٠﴾ سورة فصلت:10، وقاته يقوته قوتاً: أطعمه قوته . وأقاته يقيته جعل له ما يقوته وفي الحديث : «كفى بالمرء إثماً أن يضيع من يقوت» قيل مقتدراً، وقيل: شاهداً. وحقيقته قائماً عليه يحفظه ويقيته.»
- جاء في القاموس المحيط:[12]«المقيت: الحافظ للشيء، والشاهد له، والمقتدر، كالذي يعطي كل أحد قوته»
- قال البغوي:[13]«قال ابن عباس:«مقتدراً أو مجازياً»، وقال مجاهد:«شاهداً»، وقال قتادة:«حافظاً» وقيل:معناه على كل حيوان مقيتاً: أي يوصل القوت إليه»
- قال ابن كثير:[14]«أي حفيظاً، وقال مجاهد: «شهيداً»، وفي رواية عنه: حسيباً، وقيل قديراً، وقيل: المقيت الرازق، وقيل مقيت لكل إنسان بقدر عمله.»